# Kreuzweg Ost
Kreuzweg Ost — австрийский дарквейв- и мартиал-индастриал-проект, основанный Михаэлем Грегором (более известен под псевдонимом Силениус) и Мартином Ширенком. Название группы, которое дословно можно перевести как Крестный путь на Восток, не имеет какого-то определённого важного значения для группы. При поиске подходящего названия для группы важным моментом был тот факт, чтобы оно звучало близко к музыкальной концепции проекта, воинственно.

## История
Идея создания подобного коллектива, а также концепция принадлежит Силениусу, который однажды пришёл к своему другу Мартину Ширенку с несколькими мелодическими набросками и предложил поработать вместе в студии последнего. В дальнейшем началась работа над дебютным альбомом Iron Avantgarde, в ходе которой Мартин Ширенк отвечал за программирование, изготовление семплов и ритм-секцию, а Силениус предоставил множество начального кино- и аудиоматериала.
Мартин Ширенк (лидер дэт-металической группы Pungent Stench и симфо-металической группы Hollenthon) покинул проект вскоре после выпуска альбома Iron Avantgarde. Его место заняли Роналд Альбрехт (программирование) и звукоинженер Оливер Штуммер.
Михаэль Грегор известен по деятельности в проекте Summoning под псевдонимом Silenius. Оливер Штуммер также публиковался как Tomoroh Hidari и his Namelessness Is Legion.

## Музыка
Музыка — смесь относящихся к мировым войнам семплов с запетлёнными звуками и инструментальными вставками. Вокал отсутствует, вместо него в композиции трека используются семплы, которые играют его роль, иногда рассказывая что-то вроде маленьких историй, похожих на отрывки из радиоэфира. Сами Kreuzweg Ost характеризуют свою музыку как modern avantgarde & rhytmic industrial. Среди источников вдохновения при написании музыки проекта участники называют различного рода музыкальные коллективы индастриал направленности, в частности noise, dark ambient и ritual ambient проекты.

## Концепция
Концепция Kreuzweg Ost состоит в создании музыкальных переводов различных кинофильмов, связанных с военной или религиозной тематикой. Выборка переводов фильмов представлена от литературных интерпретаций до совершенного трэша. Также некоторые композиции проекта используют немалую толику сарказма и чёрного юмора.
Например, пятый трек на альбоме Edelrost озаглавлен 'Eiserne Menschen' (с нем. — «Железные люди»). В нём использованы семплы речи из немецкого фильма 1958 года «Девушки в униформе» с Роми Шнайдер и Лилли Палмер.

## Состав

### Настоящий состав
- Силениус
- Рональд Альбрехт — программирование
- Оливер Штуммер — звукоинженер

### Бывшие участники
- Мартин Ширенк — программирование, семплы, ритм-секция

## Дискография
- Iron Avantgarde (2000)
- Edelrost (2005)
- Ein Neuer Krieg (2006) (сингл со сборника Swarm)
- Die Geierwally (2009) (сингл со сборника Neo-Form III)
- Gott Mit Uns (2012)
- Elektro Stammen (сингл)